# جيم روسينيول
جيم روسينيول (بالإنجليزية: Jim Rossignol)‏ هو صحفي بريطاني، ولد في 1 يوليو 1978 في إنجلترا في المملكة المتحدة.

## وصلات خارجية
- الموقع الرسمي